# Parroquia El Recreo (Caracas)

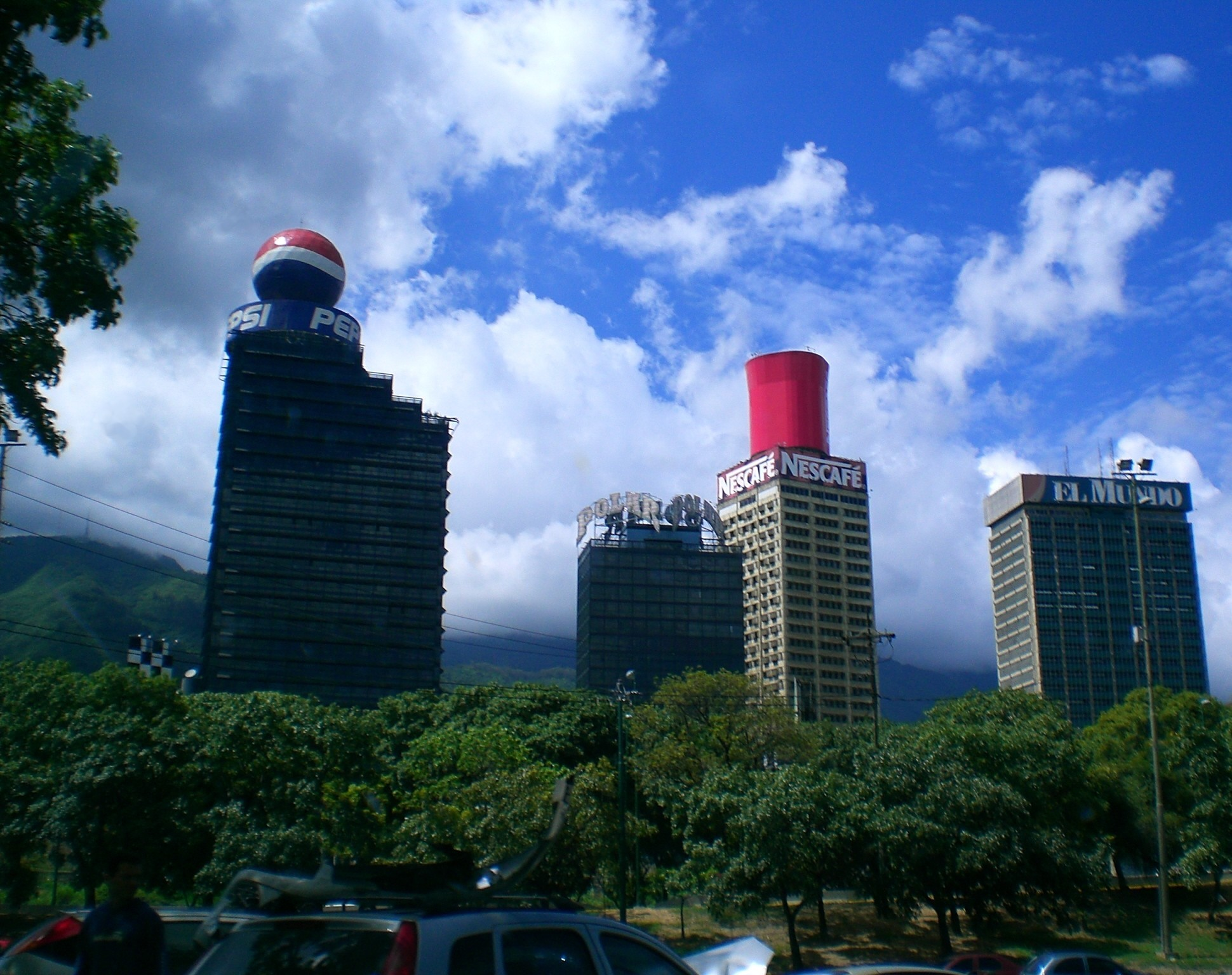
Zona financiera de plaza Venezuela, urbanización Los Caobos

La parroquia El Recreo es una de las 22 parroquias del Municipio Libertador del Distrito Capital de Venezuela y una de las 32 parroquias del área metropolitana de Caracas. 

## Historia
Esta parroquia le debe su existencia al antiguo pueblo de Sabana Grande. Desde el siglo XIX, el nombre alternativo del caserío había sido "El Recreo", ya que para ese entonces era un lugar retirado de la ciudad destinado a la recreación.  Al igual que la Parroquia y Municipio San José de Chacao del Estado Miranda lo que es hoy la Parroquia El Recreo fue un Área de Haciendas, Ejidos cercanos a la ciudad de Caracas, toda la zona perteneció a la Parroquia La Candelaria hasta que el 4 de noviembre de 1877 fue creada "La Parroquia La Inmaculada de la Concepción y San José De El Recreo" por el presbítero Nicanor Bolet Peraza, desmembrando la Región de la Parroquia La Candelaria de Caracas. 
El casco histórico de El Recreo es lo que hoy se denomina urbanización Sábana Grande, donde hoy todavía está la iglesia y la plaza en la avenida Francisco Solano López, la población de El Recreo fue un Caserío que sirvió de paso o Camino entre Caracas, Chacao, los Dos Caminos, Petare. Fue una Parroquia foránea a Caracas hasta que se incorpora a esta el 13 de octubre de 1950 con la creación del área metropolitana De Caracas por el entonces Presidente de la República Marcos Pérez Jiménez. 
En 1999 se propuso el Proyecto León el cual insistía en la necesidad de la división del Municipio Libertador en tres, una de esas nuevas divisiones políticas sería el Municipio Ávila, el cual estaría integrado por las parroquias Coche, El Valle, San Agustín, Santa Rosalía, San Pedro y El Recreo, pero la propuesta no logró concretarse; luego en 2005 se reinicia la búsqueda de autonomía del área pero esta vez de forma separada, vecinos de la parroquia El Recreo intentan conseguir la designación de municipio dentro del distrito capital.

## Geografía
La Parroquia está ubicada al noreste del Municipio Libertador. Limita al norte con el parque nacional El Ávila (a su vez con el estado Vargas); al sur con la Parroquia San Pedro y el Municipio Baruta del Estado Miranda; al este limita con el Municipio Chacao del estado Miranda y al oeste con las parroquias Candelaria , San Agustín y San Pedro. Según el INE tenía una población de 107 051 habitantes para 2007 y se estima que para 2015 tendrá una población de 107 777. habitantes, según el censo del INE 2021 la parroquia tiene una población de 108 055 con una densidad poblacional de 36 629 habitantes. 
Sin embargo, estimaciones de la Alcaldía Metropolitana dicen que el número de habitantes puede ser de 214.500. La Parroquia El Recreo es la más rica en términos nominales del Municipio Libertador y produce más del 50 por ciento de los ingresos de la Alcaldía. La Parroquia El Recreo, específicamente Sabana Grande, es la zona más comercial del Municipio Libertador y produce la mitad de sus ingresos fiscales. Desde hace años, la parroquia El Recreo ha querido ser un municipio autónomo. En marzo de 1990, la Revista Exceso escribió que la Parroquia El Recreo le podía disputar a Beverly Hills la distinción como "el lugar con mayor densidad de estrellas cinematográficas del mundo entero".
Las principales áreas de esparcimiento son el bulevar de Sabana Grande, la plaza Venezuela, la Plaza Andrés Bello, el parque Artístides Rojas, el Paseo Colón, la mayor parte del bulevar Amador Bendayán y el parque Los Caobos. 
También se encuentran los centros comerciales El Recreo, City Market, Sabana Grande, Torre Centrum, Centro Comercial Del Este, La Florida, Los Cedros y muchos más. Sabana Grande cuenta con numerosas galerías y pasajes comerciales. El bulevar de Sabana Grande es además sede de la colección ornitológica más importante de América Latina: el museo ornitológico William Phelps. Es el espacio preferido por la comunidad homosexual
Entre las principales urbanizaciones de la Parroquia El Recreo se encuentran Sabana Grande, Simón Rodríguez, Maripérez, Bello Monte norte, Guaicaipuro, La Florida, La Alta Florida, Las Palmas, La Campiña, Los Caobos Norte, Colina de Los Caobos, Las Delicias de Sabana Grande, Los Caobos Sur, Los Cedros, Las Lomas, San Antonio de Sabana Grande y parte del Caracas Country Club. También se encuentran algunos barrios como: Quebrada Honda (anteriormente parte de Los Caobos), Chapellín, Pinto Salinas del Este, Párate Bueno, Santa Rosa (también fue parte de Los Caobos) y Hoyo de Las Delicias (entre Las Delicias de Sabana Grande y El Bosque de Chacao). Así como también está la urbanización El Cortijo de Sarría, Conjunto Residencial Pedro Camejo. Entre las edificaciones religiosas más resaltantes se encuentran la Mezquita Sheikh Ibrahim Al Ibrahim (segunda más grande de Latinoamérica), la Sinagoga Tiféret Israel, la sinagoga más grande del país y las iglesias de Nuestra Señora de Chiquinquirá, Nuestra Señora de Pompei, Santa Rosa de Lima, San Charbel, Inmaculada Concepción de El Recreo, La Asunción de la Virgen, San Gregorio El Iluminador, etc.

## Economía
En esta parroquia se ubican tres de los diez edificios más altos de Caracas, los cuales son: Torre Citibank, Torre Movilnet y Torre Polar. Los dos primeros son considerados las torres gemelas del Centro Comercial El Recreo. El distrito comercial y financiero de Sabana Grande está ubicado en esta parroquia. En El Recreo también se desarrolla el proyecto urbano Zona Rental, que busca generar fondos que permitan la sostenibilidad de la Universidad Central de Venezuela.

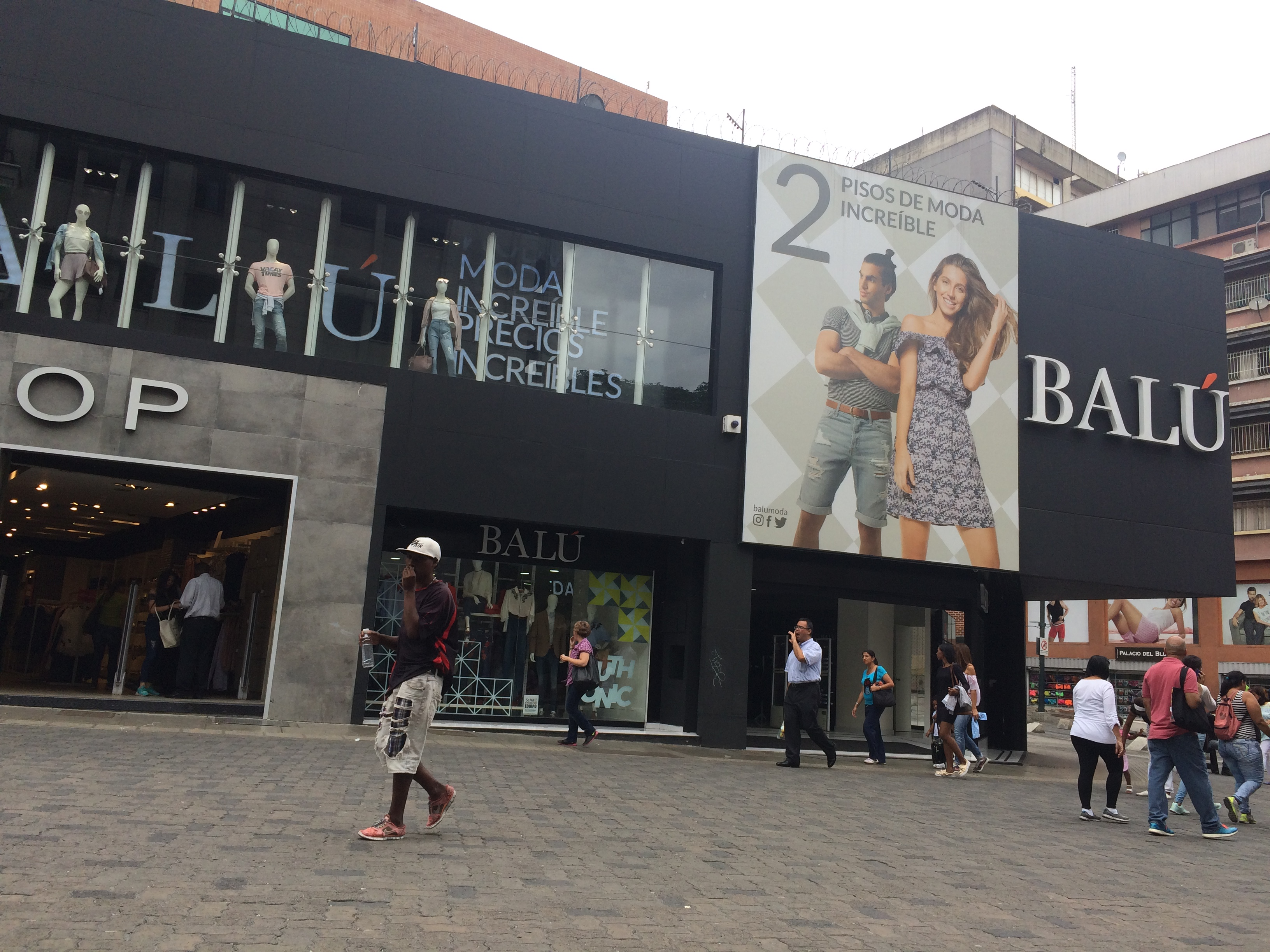
El área comercial de la parroquia El Recreo, bulevar de Sabana Grande

Es una de las zonas comerciales, turísticas y financieras más importantes de Caracas. En ella tienen sus sedes algunas de las empresas más importantes de Venezuela como las estatales PDVSA, HIDROCAPITAL, y la filial de CANTV Movilnet; además de otras de tipo privado como Empresas Polar, Banco Plaza, CitiBank, etc. También se encuentran las sedes del Consejo Nacional Electoral y del SENIAT, el ente de recaudación tributaria de Venezuela. Asimismo, en esta parroquia está ubicada la sede de la cadenas televisivas Venevisión y Vale TV. El bulevar de Sabana Grande es el espacio peatonal más transitado en toda el área metropolitana de Caracas y desde 2017 cuenta con tres tiendas Balú a lo largo y ancho de su recorrido. Hasta la década de los noventa, el distrito financiero Sabana Grande fue el más importante de toda el área metropolitana de la Gran Caracas.
El distrito financiero de Sabana Grande alberga muchas obras de arte en su bulevar, además de joyas arquitectónicas de la Venezuela del siglo XX. El Centro Residencial Solano de Francisco Pimentel (construido en 1998) ganó el Premio Bienal a la Arquitectura. La obra ha sido comparada con desarrollos urbanísticos internacionales de ciudades como Bogotá, Panamá y Barcelona. Enrique Feldman fue el arquitecto del gran complejo residencial ejecutivo Pórtico Del Este y el centro comercial tecnológico City Market, uno de los más populares hoy en día. Un dato interesante de Sabana Grande, es que en la Quinta Puntofijo de Rafael Caldera (hoy edificio Punto Fijo) de la Avenida Francisco Solano, se firmó el Pacto de Puntofijo de la democracia venezolana. El Centro Comercial El Recreo es la construcción más profunda de toda América Latina (28 metros y 7 pisos por debajo) y fue un hito de la construcción en la región. El Centro Comercial El Recreo ha sido un gran éxito y desde la rehabilitación del bulevar de Sabana Grande, ha sido en ocasiones más visitado que el Centro Comercial Sambil Caracas, recibiendo hasta 3 millones de visitantes mensuales.

## Turismo

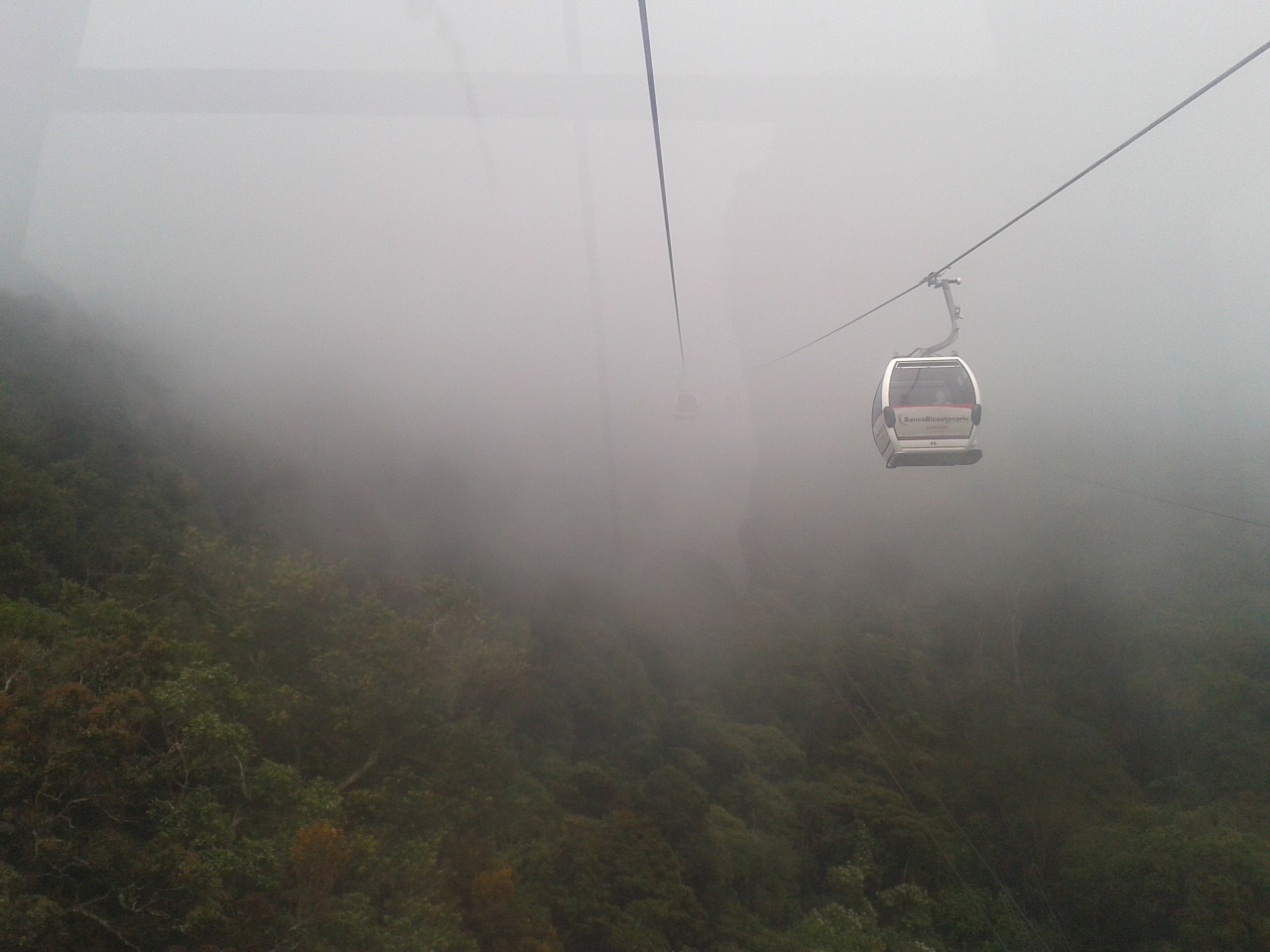
Teleférico de Caracas entre las estaciones Mariperez y El Ávila, Parroquia El Recreo

### Áreas verdes
La parroquia posee una parte del parque nacional El Ávila. Incluyendo la famosa Cruz del Ávila que se enciende durante la época de Navidad y El cerro El Ávila que da nombre al parque Nacional, el puesto de guarda parques Papelón,  el puesto de guarda parques Loma de Cuño y el puesto de Guarda Parques Chacaito, además de El Refugio Matamoros. Otras atracciones incluyen el Hotel Humboldt y el paseo El Ávila en los límites con el Estado La Guaira. Adicionalmente posible acceder al parque a través del Teleférico de Caracas a través de la estación Maripérez hasta la estación Ávila ambas en jurisdicción de la Parroquia.
En la parroquia se encuentran además el parque Arístides Rojas, parte del parque Los Caobos, El parque municipal Maracaibo, El Mirador Boyacá entre otros.

## Transporte
La parroquia es atendida por diversos sistemas de transporte incluyendo metro, autobuses, taxis y un teleférico turístico (Teleférico de Caracas) hacia el parque nacional El Ávila (Warairarepano) que la conecta con el Municipio Vargas del Estado La Guaira..
En esta parroquia se ubican las estaciones Colegio de Ingenieros, Plaza Venezuela y Sabana Grande de la línea 1 del Metro de Caracas. La Avenida Boyacá divide en 2 la parroquia hacia el norte se encuentra el parque Nacional El Ávila y hacia el sur el área poblada de su jurisdicción.
Otras vías importantes que atraviesan la parroquia incluyen la Autopista Francisco Fajardo, la avenida Casanova, la Avenida Libertador, la avenida Principal de Maripérez, la avenida Ávila y la avenida Mérida.

## Municipalización de la Parroquia El Recreo

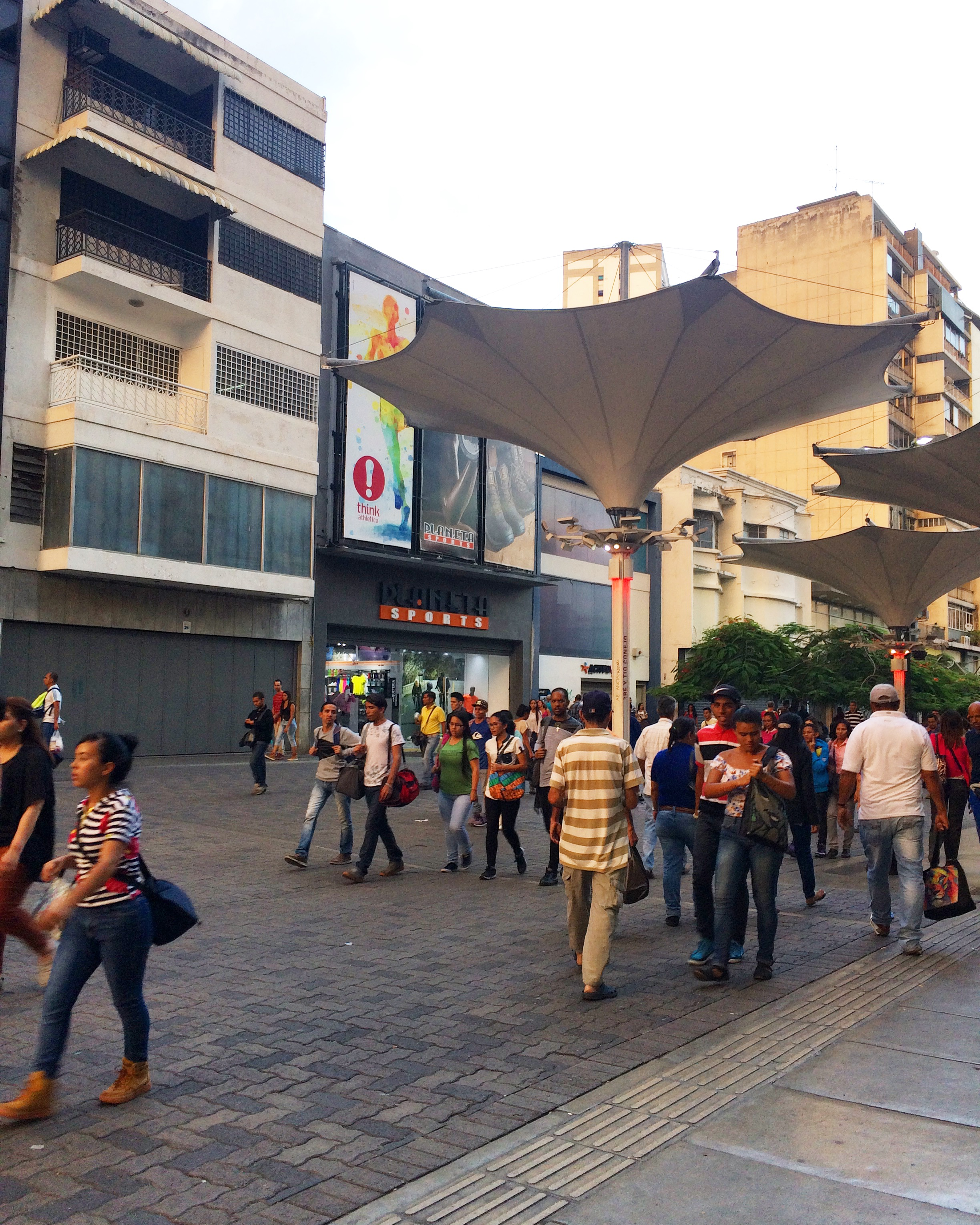
Bulevar de Sabana Grande

Algunos grupos en la Parroquia El Recreo, que tiene como cabecera económica al distrito financiero Sabana Grande, han querido separarse del Municipio Libertador de Caracas. Si bien se asume que el Municipio Libertador de Caracas no es tan rico como otros de Caracas, algunas parroquias como El Recreo, San Pedro, La Candelaria, Sucre y Catedral tienen alto potencial económico. La Parroquia El Recreo destaca porque es la que produce más de la mitad de los ingresos fiscales de todo el municipio. En los años noventa, la experiencia de la municipalización arrojó resultados positivos en Chacao y Baruta. Por lo menos desde el año 2005, se ha solicitado que El Recreo sea un municipio autónomo, para así descentralizar Libertador y responder con mayor eficiencia a los problemas de las diversas comunidades y urbanizaciones. En ese entonces, más de 16 mil firmas habían sido registradas para hacer la solicitud ante el Cabildo Metropolitano.

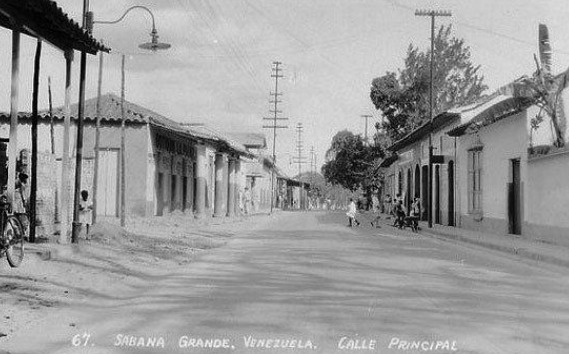
Sabana Grande cuando todavía era una zona rural. Primeras décadas del siglo XX. La urbanización La Florida se construyó al norte del otrora pueblo de Sabana Grande.

La Parroquia El Recreo es uno de los espacios financieros y comerciales más importantes de Caracas. Si tomamos en cuenta que la riqueza per cápita de un municipio se calcula al dividir la renta producida entre el número de habitantes, la renta per cápita de El Recreo como municipio podría ser una de las más altas en Venezuela. La ventaja de la municipalización de la Parroquia El Recreo es que el dinero producido en el distrito Sabana Grande se invertiría en el sector y no sería redistribuido en las otras parroquias más pobres del Municipio Libertador de Caracas. Más de 35 organizaciones han trabajado en los últimos veinte años para que la Parroquia El Recreo sea elevada a Municipio El Recreo, ya que algunos de sus problemas no son atendidos por la Alcaldía del Municipio Libertador de Caracas.
En el caso del área metropolitana de Caracas, los proyectos de municipalización sirvieron para atraer mayores inversiones a los nuevos municipios creados, gracias a la legislación venezolana sobre el derecho de frente. Sin embargo, como señala el investigador Jeffrey Mitchell, la municipalización también podría traer el aumento de la desigualdad social. La mayoría de los trabajadores de los centros financieros más importantes de Caracas provienen de sectores más pobres. Por esta razón, se ha sugerido que la legislación venezolana sea modificada y los municipios comerciales y financieros tengan una mayor responsabilidad con las zonas obreras. Anteriormente, cuando la Gran Caracas se dividía en Libertador y Sucre, la distribución era más equitativa. En todo caso, lo que se sugiere es una actualización del modelo de municipalización para que sea más efectivo y se garantice la igualdad de oportunidades.